# Бай Ці
Бай Ці (кит. трад. 白起) — видатний китайський полководець королівства Цінь в період Чжаньґо. Він командував військами Цінь протягом 30 років і брав у облогу міста 70 разів. За його наказом було вбито близько мільйона людей, за що він отримав прізвисько Женьту (кит.: 人屠) — «М'ясник». Йому було надано титул Вань-цзюнь (кит. 武安君). За його керівництва війська цінь перемогли війська королівства Чжао у битві при Чанпіні — найбільш кривавій битві до нашої ери. У «Тисячослів'ї», разом із Вань Цзянем, Лянь По і Лі Му, він названий одним із чотирьох найвеличніших генералів періоду Чжаньґо.

## Кар'єра
Бай Ці був родом з міста Мей, яке знаходилося на лівому березі річки Вейхе, приблизно за 100 км на захід від Сяньяна. Він служив у війську цінського правителя Чжаося і завдяки постійним перемогам. На 13-му році [правління] Чжаося (294 до н. е.) Бай Ці отримав 10 ранг знатності.
Наступного року, у 293 р. до н. е., Бай Ці командував цінською армією у великій битві при Іцюе, де проти Цінь билися союзні армії королівств Хань (韩) і Вей (魏). Хоча антицінська коаліція чисельно перевершувала противника у два рази, Бай Ці, скориставшись нескоординованими діями союзників, розгромив їх вщент. Він відтяв голову 240 тисяч воїнів противника, захопив у полон воєначальника Ґунсунь Сі й зайняв п'ять міст. Після цього Бай Ці був переведений на посаду командувача військами. Після цієї перемоги цінська армія переправилася через Хуанхе і почала захоплювати землі Вей на східному березі.
Наступного року Бай Ці отримав 16 ранг знатності. Він напав на Вей і захопив значну частину земель, в тому числі 61 велике і малі міста.
Наступного року Бай Ці, діючи разом з генералом Цо, напав на Юаньчен і захопив його.
Ще через 7 років, у 279 році до н. е. Бай Ці напав на королівство Чу, захопив п'ять міст, в тому числі Ян і Ден.
Через рік, у 278 до н. е., Бай Ці очолив нове велике вторгнення Цінь на королівство Чу, захопив їхню столицю Ін, спалив місто Ілін, потім просунувся на схід до Цзінлін. Зазнавши цілковитої поразки від Цінь і їх союзників, королівство Чу виявилося не в змозі продовжити війну і було змушено віддати Цінь значну частину своїх земель, де Цінь створили нову область Наньцзюнь.
В нагороду за цю та інші здобуті ним перемоги Бай Ці було надано звання Вань-цзюнь. Це виключно високе звання присвоювалося вкрай рідко, лише за надзвичайні заслуги.
На 34-му році Чжао-вана (273 до н. е.) Бай Ці напав на Вей, захопив місто Хуаян, змусив утікати воєначальника Ман Мао, взяв у полон воєначальників Хань, Вей і Чжао, обезголовив 130 тисяч воїнів. Потім, вступивши в бій з воєначальником Ґу Янем, він утопив у водах Хуанхе 20 тисяч його солдатів.
Постійно здобуваючи перемоги, Бай Ці зробив основою своєї стратегії винищування живої сили противника і після кожної битви нещадно карав всіх захоплених полонених. За це він ще в стародавньому Китаї отримав страшне прізвисько «Женьту».
Вершиною його полководського мистецтва, як і його жорстокості, стала битва при Чанпіні. У 265 році до н. е. цінські війська напали на землі, що належали Хань область Шандал, жителі якої, не бажаючи переходити під владу Цінь, передалися королівству Чжао (趙). У 260 році до н. е. Бай Ці, призначений головнокомандувачем цінського війська, заманив в ущелину й оточив величезну армію чжао, яка після 46-денної голодної блокади була змушена здатися під обіцянку цінь зберегти полоненим життя. Але після капітуляції військ чжао Бай Ці, всупереч власним обіцянкам, наказав стратити всіх 400 тисяч воїнів, закопавши їх заживо в землю. Він велів відпустити додому тільки 240 наймолодших солдатів, але не з жалю до них, а лише для того, щоб таким чином донести в королівство Чжао страшну звістку про загибель всієї молоді і тим самим навести жах на жителів. Це йому вдалося — згідно з Історичними записками Сіма Цяня.

## Кінець кар'єри та смерть
Після битви при Чанпіні королівство Чжао, втративши майже всіх солдатів, стояло на краю загибелі. Бай Ці тоді наполягав на продовженні наступу, який мав всі шанси на успіх. Але в цей критичний момент правителі Хань і Чжао за порадою дипломата Су Дая зібрали незліченні скарби та підкупили ними цінського першого міністра Фань Суя, який під приводом крайньої перевтоми цінського війська порекомендував правителю зупинити наступ. Чжаосян, повіривши Фань Суну, уклав мир з Хань і Чжао, повернувши їм кілька захоплених міст. Цей перепочинок дозволив Чжао значною мірою відновити збройні сили й на певний час врятувало державу.
Коли Бай Ці дізнався про інтриги Фань Суя, між цінським генієм війни й першим міністром виникла ворожнеча.
У 258 році до н. е. війська Цінь взяли в облогу столицю Чжао Ханьдань. Через хворобу замість Бай Ці правитель Цінь Чжаося призначив на чолі військ іншого воєначальника, на ім'я Ван Лін, який згодом програв бій.
Через чотири місяці, коли Бай Ці видужав, Чжаося запропонував йому повернутися на пост головнокомандуючого. Однак той заявив, що Цінь, хоча і здобуло розгромну перемогу над Чжао, але понесло при цьому великих втрат. Тому, Бай Ці вважав, що у Цінь тепер вже немає більше сил для ведення повномасштабної війни проти коаліції королівств і що скоро інші королівства можуть, скориставшись ослабленням Цінь, напасти на нього, і тоді розгром цінської армії буде неминучий. Зважаючи на це він відмовився від посту під приводом хвороби, попри наполегливі спроби вана умовити його. Це була традиційна в стародавньому Китаї форма подачі у відставку, коли полководець, який не погоджується зі стратегією, запропонованою правителем, не бажав виконувати його наказів.
Згідно з трактуваннями Чжаньґо, Категорична відмова Бай Ці очолити цінське військо була викликана побоюванням зазнати хоча б однієї поразки після своєї довгої бездоганної кар'єри, що складалася з одних перемог. За обставин, що склалися, коли цінській армії доводилося битися з набагато переважаючими силами антицінської коаліції, Бай Ці був готовий на все, навіть бути страченим за наказом повелителя, але зберегти за всяку ціну свою репутацію непереможного полководця.
Оскільки Бай Ці не бажав зайняти пост головнокомандувача, який зазнав поразки Ван Лін був замінений на іншого генерала, Ван Хе. Однак новий головнокомандувач також не зміг домогтися успіху і чергова спроба цінських військ взяти Ханьдань провалилася. Обложена чжаоська столиця була доведена до людожерства, але, не дивлячись на своє оточення та скрутне становище, все ще трималася. Потім відбулося саме те, що передбачав Бай Ці: у 257 р. до н. е., побоюючись надмірного посилення Цінь, правитель королівства Чу Каоле послав велике військо на допомогу Чжао. На допомогу обложеному Ханьдань також відправили 80 тисячне військо. В результаті цінь довелося зняти облогу Ханьданя і, зазнавши значних втрат, відступити. Бай Ці висловив думку, що це сталося через те, що Чжаося не прислухався до його порад. Правитель Цінь знову наказав Бай Ці очолити армію, але генерал відмовився під приводом, що його хвороба посилилася. При цьому Бай Ці продовжував критикувати цінську стратегію війни, кажучи, що так діяти не можна. Дізнавшись про це, розгніваний правитель позбавив його всіх звань і понизив до рядового солдата.
Після цього розгніваний Чжаосян наказав Бай Ці покинути столицю Цінь, Саньян і вислав в провінційне містечко Іньмі. Але Бай Ці був настільки хворим, що не зміг туди поїхати.
Минуло три місяці. Антицінська коаліція перейшла в рішучий наступ, цінь зазнавали поразки за поразкою і відступали, гінці з вістями про це прибували в столицю щодня. Тоді цінський ван послав своїх чиновників, щоб вони вигнали Бай Ці з Сяньяна і тоді старому генералу довелося вирушити в дорогу.
Але цінський правитель був все ще знервованим через вчинок полководця. Під впливом першого радника Фань Суя, що стверджував, немов Бай Ці може піти на службу до іншого королівства й очолити іншу армію та з його талантом полководця стане найбільшою загрозою для Цінь, правитель наказав Бай Ці звершити самогубство. Посланець з наказом правителя наздогнав вигнанця в Дую, недалеко від Саньяна.

## Відображення в культурі
Хоча Бай Ці здобув безліч блискучих перемог і не зазнав жодної поразки, в китайській історії Бай Ці залишився відомий не полководницьким талантом, а своєю жорстокістю і жахливими злочинами, вчиненими за його наказом. У Гаопіні (сучасна назва Чанпін) є традиційна страва з тофу, звана «м'ясом Бай Цц», що становить собою білий бобовий сир, порізаний на частини. Вона символізує собою глибоку ненависть місцевих жителів до Бай Ці аж до того, що вони готові порізати його на шматки й з'їсти.
1. ↑  New Book of Tang / за ред. О. Сю, S. Qi — 1060. — (Двадцять чотири історії)